# 大野貴洋
大野 貴洋（おおの たかひろ、1978年10月18日 - ）は、埼玉県飯能市出身の元プロ野球選手（内野手）。右投左打。

## 来歴・人物
所沢商高野球部では1年生から三塁手のレギュラーとなり、高校通算71本塁打を記録。これは当時歴代13位の記録であり、高校時代は正真正銘のスラッガーであった。
1996年のドラフト会議で横浜ベイスターズから3位指名され入団。左の長距離砲候補として期待されたが、二軍でも5年間で通算7本塁打とプロの壁に苦しみ、一軍出場のないまま2001年限りで退団。
2002年からは社会人野球の東京ガスに加入してプレーを継続。2008年限りで退部し現役を引退した。
2023年より、東京ガスのヘッドコーチに就任した。

## 詳細情報

### 年度別打撃成績
- 一軍公式戦出場なし

### 背番号
- 31 （1997年 - 2001年）